# Campeonato Mundial de Atletismo de 2003
Campeonato Mundial de Atletismo de 2003 foi a nona edição do campeonato mundial do esporte, realizado em Paris, França, entre 23 e 31 de agosto, sob os auspícios da IAAF e da Federação Francesa de Atletismo. O Stade de France, em Saint Denis, foi o principal palco das competições, que contou com a presença de 1679 atletas de 198 nações. Os Estados Unidos venceram o evento com um total de oito medalhas de ouro, uma a mais que a Rússia, que entretanto teve um número maior de medalhas; pela primeira vez a França, a anfitriã, ficou em terceiro na contagem geral, com três medalhas de ouro. 
Dois recordes mundiais foram quebrados na competição, ambos na marcha atlética. Um recorde mundial júnior foi quebrado nos 10000 m femininos, naquela que é considerada até hoje a maior prova de todos os tempos desta modalidade. A chinesa Xing Huina, de 19 anos – que seria campeã olímpica no ano seguinte em Atenas 2004 – chegou apenas em sétimo lugar e mesmo assim quebrou o recorde mundial juvenil; as seis corredoras que chegaram antes dela fizeram entre o 3º e o 12º melhor tempo da história, tudo numa mesma prova. Moçambique e Brasil foram os únicos países lusófonos a conquistar uma medalha;  o primeiro uma de ouro com Maria Mutola, que se sagrou tricampeã mundial dos 800 metros, e o segundo, de prata – originalmente de bronze, mas passou a prata pela desclassificação posterior do revezamento britânico por doping de um de seus integrantes– no revezamento 4x100 metros masculino. 
Mais casos de doping ocorridos neste evento apareceram nos anos seguintes, especialmente com o que veio à tona no Caso BALCO, fazendo com que anos depois vários atletas, entre eles americanos e britânicos, perdessem suas medalhas ganhas durante a competição, todas elas em provas de velocidade..

## Local
As competições de pista, assim como a chegada da maratona e da marcha atlética, foram realizadas no Stade de France, o estádio nacional da França, situado na comuna de Saint Denis, nos subúrbios ao norte de Paris. Construído para a Copa do Mundo da França de 1998, foi ali que a equipe francesa tornou-se campeã mundial de futebol pela primeira vez, derrotando o Brasil na final por 3-0. Com capacidade para cerca de 80 mil espectadores, é o oitavo maior estádio da Europa e o maior onde são disputadas competições de atletismo no continente. Entre 1999 e 2016 nele foram disputadas todas as competições do Meeting Areva, a etapa francesa do circuito mundial anual de atletismo da  Diamond League.

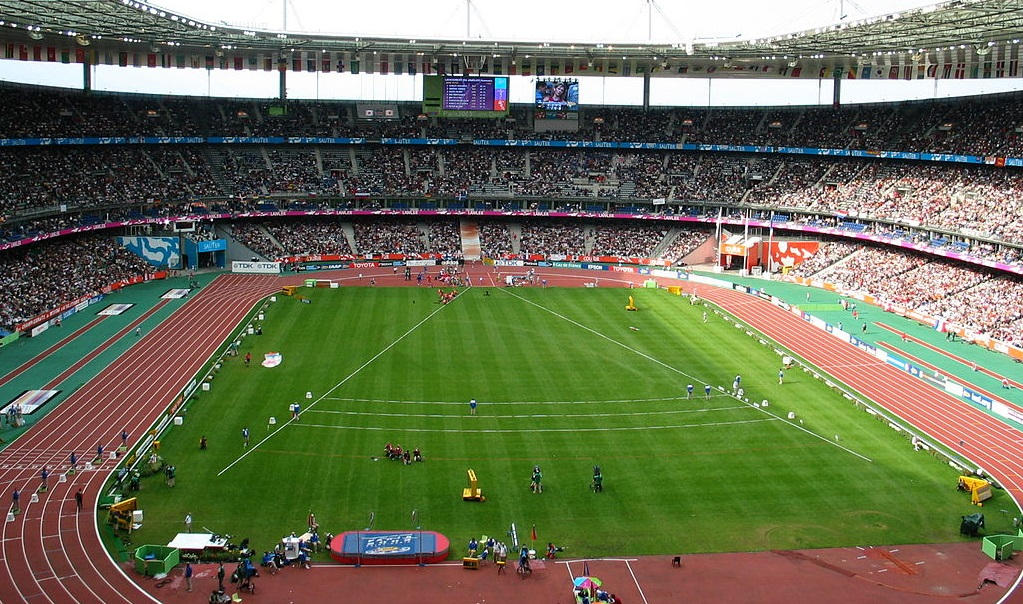
Visão interior do Stade de France, local das competições.

## Recordes
Dois recordes mundiais e um recorde mundial júnior foram quebrados e sete novos recordes do campeonato foram estabelecidos e um igualado.
| Recorde               | Modalidade     | Atleta              | País     | Marca    | Anterior                  |
| Recorde mundial       | marcha 20 km   | Jefferson Perez     | Equador  | 1:17:21  | 1:17.22 (2002)            |
| Recorde mundial       | marcha 50 km   | Robert Korzeniowski | Polónia  | 3:36:03  | 3:36:39 (2002)            |
|                       | 10000 m F      | Xing Huina          | China    | 30:31.5  | 30:39.4 (1997)            |
| Recorde do campeonato | 5000 m         | Eliud Kipchoge      | Quénia   | 12:52.79 | 12:58.13 – Sevilha 1999   |
| Recorde do campeonato | 10000 m        | Kenenisa Bekele     | Etiópia  | 26:49.5  | 27:12.9 – Gotemburgo 1995 |
| Recorde do campeonato | maratona       | Jaouad Gharib       | Marrocos | 2:08:31  | 2:10:03 – Helsinque 1983  |
| Recorde do campeonato | 1500 m         | Tatyana Tomashova   | Rússia   | 3:58.52  | 3:58.56 – Roma 1987       |
| Recorde do campeonato | 10000 m F      | Berhane Adere       | Etiópia  | 30:04.1  | 30:24.5 – Sevilha 1999    |
| Recorde do campeonato | Maratona F     | Catherine Ndereba   | Quénia   | 2:23:55  | 2:25:17 – Roma 1987       |
| Recorde do campeonato | marcha 20 km F | Yelena Nikolayeva   | Rússia   | 1:26:52  | 1:27:48 – Edmonton 2001   |
| =                     | salto com vara | Svetlana Feofanova  | Rússia   | 4,75 m   | 4,75 m – Edmonton 2001    |

## Quadro de medalhas
| Posição | País                  | Ouro | Prata | Bronze | Total |
| 1       | Estados Unidos        | 8    | 8     | 1      | 17    |
| 2       | Rússia                | 7    | 7     | 5      | 19    |
| 3       | França                | 3    | 3     | 2      | 8     |
| 4       | Etiópia               | 3    | 2     | 2      | 7     |
| 5       | Bielorrússia          | 3    | 1     | 3      | 7     |
| 6       | Suécia                | 2    | 1     | 2      | 5     |
| 7       | África do Sul         | 2    | 1     | 1      | 4     |
| 7       | Quênia                | 2    | 1     | 1      | 4     |
| 9       | Marrocos              | 2    | 1     |        | 3     |
| 10      | Grécia                | 1    | 1     | 2      | 4     |
| 11      | Cuba                  | 1    | 1     |        | 2     |
| 12      | Itália                | 1    |       | 2      | 3     |
| 13      | Canadá                | 1    |       | 1      | 2     |
| 14      | Argélia               | 1    |       |        | 1     |
| 14      | Austrália             | 1    |       |        | 1     |
| 14      | Equador               | 1    |       |        | 1     |
| 14      | Lituânia              | 1    |       |        | 1     |
| 14      | México                | 1    |       |        | 1     |
| 14      | Moçambique            | 1    |       |        | 1     |
| 14      | Polônia               | 1    |       |        | 1     |
| 14      | Qatar                 | 1    |       |        | 1     |
| 14      | República Dominicana  | 1    |       |        | 1     |
| 14      | São Cristóvão e Neves | 1    |       |        | 1     |
| 24      | Jamaica               |      | 4     | 2      | 6     |
| 25      | Espanha               |      | 3     | 2      | 5     |
| 26      | Hungria               |      | 2     |        | 2     |
| 27      | Alemanha              |      | 1     | 3      | 4     |
| 27      | Japão                 |      | 1     | 3      | 4     |
| 27      | Ucrânia               |      | 1     | 3      | 4     |
| 30      | Grã-Bretanha          |      | 1     | 2      | 3     |
| 31      | Brasil                |      | 1     |        | 1     |
| 31      | Camarões              |      | 1     |        | 1     |
| 31      | Estônia               |      | 1     |        | 1     |
| 31      | Irlanda               |      | 1     |        | 1     |
| 31      | República Tcheca      |      | 1     |        | 1     |
| 31      | Trinidad e Tobago     |      | 1     |        | 1     |
| 31      | Turquia               |      | 1     |        | 1     |
| 38      | Bahamas               |      |       | 3      | 3     |
| 39      | China                 |      |       | 2      | 2     |
| 40      | Cazaquistão           |      |       | 1      | 1     |
| 40      | Índia                 |      |       | 1      | 1     |
| 40      | Países Baixos         |      |       | 1      | 1     |
| 40      | Senegal               |      |       | 1      | 1     |

## Medalhistas

#### Masculino
| Evento                | Ouro                                                                          | Ouro     | Prata                                                                              | Prata    | Bronze                                                                            | Bronze   |
| 100 m                 | Kim Collins · São Cristóvão e Neves                                           | 10.07    | Darrel Brown · Trinidad e Tobago                                                   | 10.08    | Darren Campbell · Grã-Bretanha                                                    | 10.08    |
| 200 m                 | John Capel · Estados Unidos                                                   | 20.30    | Darvis Patton · Estados Unidos                                                     | 20.31    | Shingo Suetsugu · Japão                                                           | 20.38    |
| 400 m (1)             | Tyree Washington · Estados Unidos                                             | 44.77    | Marc Raquil · França                                                               | 44.79    | Michael Blackwood · Jamaica                                                       | 44.80    |
| 800 m                 | Djabir Saïd-Guerni · Argélia                                                  | 1:44.81  | Yuriy Borzakovskiy · Rússia                                                        | 1:44.84  | Mbulaeni Mulaudzi · África do Sul                                                 | 1:44.90  |
| 1500 m                | Hicham El Guerrouj · Marrocos                                                 | 3:31.77  | Mehdi Baala · França                                                               | 3:32.31  | Ivan Heshko · Ucrânia                                                             | 3:33.17  |
| 5000 m                | Eliud Kipchoge · Quênia                                                       | 12:52.79 | Hicham El Guerrouj · Marrocos                                                      | 12:52.83 | Kenenisa Bekele · Etiópia                                                         | 12:53.12 |
| 10000 m               | Kenenisa Bekele · Etiópia                                                     | 26:49.57 | Haile Gebrselassie · Etiópia                                                       | 26:50.77 | Sileshi Sihine · Etiópia                                                          | 27:01.44 |
| Maratona              | Jaouad Gharib · Marrocos                                                      | 2:08:31  | Julio Rey · Espanha                                                                | 2:08:38  | Stefano Baldini · Itália                                                          | 2:09:14  |
| 110 m c/ barreiras    | Allen Johnson · Estados Unidos                                                | 13.12    | Terrence Trammell · Estados Unidos                                                 | 13.20    | Liu Xiang · China                                                                 | 13.23    |
| 400 m c/ barreiras    | Félix Sánchez · República Dominicana                                          | 47.25    | Joey Woody · Estados Unidos                                                        | 48.18    | Periklís Iakovákis · Grécia                                                       | 48.24    |
| 3000 m c/ obstáculos  | Saif Saaeed Shaheen Qatar                                                     | 8:04.39  | Ezekiel Kemboi · Quênia                                                            | 8:05.11  | Eliseo Martin · Espanha                                                           | 8:09.09  |
| marcha 20 km          | Jefferson Pérez · Equador                                                     | 1:17.21  | Paquillo Fernández · Espanha                                                       | 1:18.00  | Roman Rasskazov · Rússia                                                          | 1:18.07  |
| marcha 50 km          | Robert Korzeniowski Polônia                                                   | 3:43.42  | German Skurygin · Rússia                                                           | 3:45.11  | Andreas Erm · Alemanha                                                            | 3:45.57  |
| 4x100 m (2)           | Estados Unidos · John Capel · Bernard Williams · Darvis Patton · J. J.Johnson | 38.06    | Brasil · Vicente Lenílson · Édson Luciano · André Domingos · Cláudio Roberto Souza | 38.26    | Países Baixos · Timothy Beck · Troy Douglas · Patrick van Balkom · Caimin Douglas | 38.87    |
| 4x400 m (3)           | França · Leslie Djhone · Naman Keïta · Stéphane Diagana · Marc Raquil         | 2:58.96  | Jamaica · Brandon Simpson · Danny McFarlane · Davian Clarke · Michael Blackwood    | 2:59.60  | Bahamas · Avard Moncur · Dennis Darling · Nathaniel McKinney · Chris Brown        | 3:00.53  |
| Salto em distância    | Dwight Phillips · Estados Unidos                                              | 8,32 m   | James Beckford · Jamaica                                                           | 8,28 m   | Yago Lamela · Espanha                                                             | 8,22 m   |
| Salto triplo          | Christian Olsson · Suécia                                                     | 17,72 m  | Yoandri Betanzos · Cuba                                                            | 17,28 m  | Leevan Sands · Bahamas                                                            | 17,26 m  |
| Salto em altura       | Jacques Freitag · África do Sul                                               | 2,35 m   | Stefan Holm · Suécia                                                               | 2,32 m   | Mark Boswell · Canadá                                                             | 2,32 m   |
| Salto com vara        | Giuseppe Gibilisco · Itália                                                   | 5,90 m   | Okkert Brits · África do Sul                                                       | 5,86 m   | Patrik Kristiansson · Suécia                                                      | 5,86 m   |
| Arremesso de peso     | Andrei Mikhnevich · Bielorrússia                                              | 21,69 m  | Adam Nelson · Estados Unidos                                                       | 21,26 m  | Yuri Bilonoh · Ucrânia                                                            | 21,10 m  |
| Lançamento de disco   | Virgilijus Alekna · Lituânia                                                  | 69,69 m  | Robert Fazekas · Hungria                                                           | 69,01 m  | Vasiliy Kaptyukh · Bielorrússia                                                   | 66,51 m  |
| Lançamento de martelo | Ivan Tsikhan · Bielorrússia                                                   | 83,05 m  | Adrián Annus · Hungria                                                             | 80,36 m  | Koji Murofushi · Japão                                                            | 80,12 m  |
| Lançamento de dardo   | Sergey Makarov · Rússia                                                       | 85,44 m  | Andrus Värnik Estônia                                                              | 85,17 m  | Boris Henry · Alemanha                                                            | 84,74 m  |
| Decatlo               | Tom Pappas · Estados Unidos                                                   | 8750 pts | Roman Šebrle República Tcheca                                                      | 8634 pts | Dmitry Karpov · Cazaquistão                                                       | 8374 pts |

 (1)  - Jerome Young, dos EUA, foi o vencedor original da prova em 44.50; pego no exame antidoping no ano seguinte, foi desqualificado, banido de o esporte e as medalhas realocadas. 

 (2)  -  Originalmente o revezamento da Grã-Bretanha ficou em segundo lugar. Em 2004, um dos seus integrantes, Dwain Chambers, testou positivo para o esteróide THG, a equipe perdeu a prata e as medalhas forma realocadas. 

 (3)  -  Originalmente o revezamento dos EUA (Calvin Harrison, Tyree Washington, Derrick Brew, Jerome Young) venceu em 2:58.88; em 2004, Harrison e Young testaram positivo para anabolizantes, a equipe desclassificada e as medalhas realocadas.

#### Feminino
| Evento                | Ouro                                                                                       | Ouro     | Prata                                                                                    | Prata    | Bronze                                                                         | Bronze   |
| 100 m (1)             | Torri Edwards · Estados Unidos                                                             | 10.93    | Chandra Sturrup · Bahamas                                                                | 11.02    | Ekaterini Thanou · Grécia                                                      | 11.03    |
| 200 m                 | Anastasiya Kapachinskaya · Rússia                                                          | 22.38    | Torri Edwards · Estados Unidos                                                           | 22.12    | Muriel Hurtis · França                                                         | 22.59    |
| 400 m                 | Ana Guevara · México                                                                       | 48.89    | Lorraine Fenton · Jamaica                                                                | 49.43    | Amy Mbacke Thiam · Senegal                                                     | 49.95    |
| 800 m                 | Maria Mutola · Moçambique                                                                  | 1:59.89  | Kelly Holmes · Grã-Bretanha                                                              | 2:00.18  | Natalya Khrushchelyova · Rússia                                                | 2:00.29  |
| 1500 m                | Tatyana Tomashova · Rússia                                                                 | 3:58.52  | Süreyya Ayhan · Turquia                                                                  | 3:59.04  | Hayley Tullett · Grã-Bretanha                                                  | 3:59.95  |
| 5000 m                | Tirunesh Dibaba · Etiópia                                                                  | 14:51.72 | Marta Domínguez · Espanha                                                                | 14:52.26 | Edith Masai · Quênia                                                           | 14:52.30 |
| 10000 m (2)           | Berhane Adere · Etiópia                                                                    | 30:04.18 | Werknesh Kidane · Etiópia                                                                | 30:07.15 | Sun Yingjie · Quênia                                                           | 30:07.20 |
| Maratona              | Catherine Ndereba · Quênia                                                                 | 2:23:55  | Mizuki Noguchi · Japão                                                                   | 2:24:14  | Masako Chiba · Japão                                                           | 2:25;09  |
| 100 m c/ barreiras    | Perdita Felicien · Canadá                                                                  | 12.53    | Brigitte Foster · Jamaica                                                                | 12.57    | Miesha McKelvy · Estados Unidos                                                | 12.67    |
| 400 m c/ barreiras    | Jana Pittman · Austrália                                                                   | 53.22    | Sandra Glover · Estados Unidos                                                           | 53.65    | Yuliya Pechonkina · Rússia                                                     | 53.71    |
| marcha 20 km          | Yelena Nikolayeva · Rússia                                                                 | 1:26.52  | Gillian O'Sullivan · Irlanda                                                             | 1:27.34  | Valentina Tsybulskaya · Bielorrússia                                           | 1:28.10  |
| 4x100 m               | França · Patricia Girard · Muriel Hurtis · Sylviane Félix · Christine Arron                | 41.78    | Estados Unidos · Angela Williams · Chryste Gaines · Inger Miller · Torri Edwards         | 41.83    | Rússia · Olga Fyodorova · Yuliya Tabakova · Marina Kislova · Larisa Kruglova   | 42.66    |
| 4x400 m               | Estados Unidos · Demetria Washington · Jearl Miles-Clark · Me'Lisa Barber · Sanya Richards | 3:22.63  | Rússia · Anastasiya Kapachinskaya · Natalya Nazarova · Olesya Zykina · Yuliya Pechonkina | 3:22.91  | Jamaica · Allison Beckford · Lorraine Fenton · Ronetta Smith · Sandie Richards | 3:22.92  |
| Salto em altura       | Hestrie Cloete · África do Sul                                                             | 2,06 m   | Marina Kuptsova · Rússia                                                                 | 2,00 m   | Kajsa Bergqvist · Suécia                                                       | 2,00 m   |
| Salto com vara        | Svetlana Feofanova · Itália                                                                | 4,75 m   | Annika Becker · Alemanha                                                                 | 4,70 m   | Yelena Isinbayeva · Rússia                                                     | 4,65 m   |
| Salto em distância    | Eunice Barber · França                                                                     | 6,99 m   | Tatyana Kotova · Rússia                                                                  | 6,74 m   | Anju Bobby George · Índia                                                      | 6,70 m   |
| Salto triplo          | Tatyana Lebedeva · Rússia                                                                  | 15,18    | Françoise Mbango Etone · Camarões                                                        | 15,05 m  | Magdelin Martinez · Itália                                                     | 14,90 m  |
| Arremesso de peso     | Svetlana Krivelyova · Rússia                                                               | 20,63 m  | Nadzeya Ostapchuk · Bielorrússia                                                         | 20,12 m  | Vita Pavlysh · Ucrânia                                                         | 20,08 m  |
| Lançamento de disco   | Iryna Yatchenko · Bielorrússia                                                             | 67,32 m  | Anastasia Kelesidou · Grécia                                                             | 67,14 m  | Ekaterini Voggoli · Grécia                                                     | 66,73 m  |
| Lançamento de martelo | Yipsi Moreno · Cuba                                                                        | 73,33 m  | Olga Kuzenkova · Rússia                                                                  | 71,71 m  | Manuela Montebrun · França                                                     | 70,92 m  |
| Lançamento de dardo   | Mirela Maniani · Grécia                                                                    | 66,52 m  | Tatyana Shikolenko · Rússia                                                              | 63,28 m  | Steffi Nerius · Alemanha                                                       | 62,70 m  |
| Heptatlo              | Carolina Klüft · Suécia                                                                    | 7001 pts | Eunice Barber · França                                                                   | 6755 pts | Natalya Sazanovich · Bielorrússia                                              | 6524 pts |

 (1)  Originalmente a medalha de prata ficou com a ucraniana  Zhanna Block; envolvida no escândalo de dopagem do Caso BALCO, em 2011 foi desqualificada pela IAAF e as medalhas realocadas. 

 (2)  A atleta júnior de 19 anos Xing Huina, da China, quebrou o recorde mundial júnior dos 10000 m femininos nesta prova, com 30:31, mesmo chegando em sétimo lugar, o que mostrou o nível deste evento. Xing seria campeã olímpica no ano seguinte em Atenas 2004.